# Jumanji (franšíza)
Jumanji je americká fantastická mediální franšíza, která je založena na dětské knize Jumanji z roku 1981 od amerického spisovatele Chrise Van Allsburga. Vlastníkem je americká filmová společnost Columbia Pictures, jež je dceřinou společností Sony Pictures.
Franšíza sleduje dobrodružství různých lidí, kteří se ocitnou v nebezpečí při hraní deskové hry Jumani. Ta buď hráče vtáhne do světa džungle, nebo ji rozpoutá v reálném světě. Jediným způsobem, jak tomu skončit, je hru dohrát. Ale nebezpečí se každým tahem stále zvyšuje.
Součástí franšízy jsou čtyři filmy: Jumanji (1995), Zathura: Vesmírné dobrodružství (2005), Jumanji: Vítejte v džungli! (2017) a Jumanji: Další level (2019); a animovaný televizní seriál, premiérově vysílaný v letech 1996 až 1999. První z filmů získal smíšenou kritiku, přičemž následná tři pokračování byla kritiky přijata pozitivně. Filmy dohromady utržily 2 miliardy dolarů.

## Knihy

### Jumanji(1981)
Dvě děti, Peter a Judy, najdou deskovou hru, jež začnou hrát. Každým tahem ve hře se do reálného světa přenese kousek džungle a tvorů, kteří v ní žijí. Aby bylo možné vrátit vše zpět, musí děti hru dokončit. Poté se hry zbaví a nakonec ji najdou sousedé, dva mladí bratři.

### Zathura(2002)
Bratři Danny a Walter, kteří jsou sousedy Petera a Judy z předchozí knihy, najdou deskovou hru Jumanji, ale rozhodnou se ji nehrát. Místo toho začnou hrát podobnou hru Zathura, která se odehrává ve vesmíru. Stejně jako Jumanji, tak i Zathura přidává různé prvky (v tomto případě z vesmíru) do reality. Aby se však vrátilo vše zpátky do normálního stavu, musí bratři hru dohrát.

## Filmy
| Český název                     | Originální název               | Datum vydání v USA | Režie        | Scénář                                                      | Námět                                        | Produkce                                                                  |
| ------------------------------- | ------------------------------ | ------------------ | ------------ | ----------------------------------------------------------- | -------------------------------------------- | ------------------------------------------------------------------------- |
| Jumanji                         | Jumanji                        | 15. prosince 1995  | Joe Johnston | Jonathan Hensleigh, Greg Taylor a Jim Strain                | Greg Taylor, Jim Strain a Chris Van Allsburg | Scott Kroopf a William Teitler                                            |
| Zathura: Vesmírné dobrodružství | Zathura: A Space Adventure     | 11. listopadu 2005 | Jon Favreau  | David Koepp a John Kamps                                    | David Koepp a John Kamps                     | William Teitler, Scott Kroopf a Michael De Luca                           |
| Jumanji: Vítejte v džungli!     | Jumanji: Welcome to the Jungle | 20. prosince 2017  | Jake Kasdan  | Chris McKenna, Erik Sommers, Scott Rosenberg a Jeff Pinkner | Chris McKenna                                | Matt Tolmach a William Teitler                                            |
| Jumanji: Další level            | Jumanji: The Next Level        | 13. prosince 2019  | Jake Kasdan  | Jake Kasdan, Jeff Pinkner a Scott Rosenberg                 | Jake Kasdan, Jeff Pinkner a Scott Rosenberg  | Dwayne Johnson, Dany Garcia, Hiram Garcia, Matt Tolmach a William Teitler |

### Jumanji(1995)
Dvě děti najdou kouzelnou deskovou hru a začnou jí hrát. Tím však osvobodí člověka, který v ní byl uvězněn, a další, mnohem větší nebezpečí.

### Zathura: Vesmírné dobrodružství(2005)
Dva mladí bratři jsou kvůli kouzelné deskové hře, kterou začali hrát, vtaženi s jejich domem do mezigalaktického dobrodružství. Nicméně jediným způsobem, jak se vrátit domů, je dokončení hry.
Ačkoli nejsou ve filmu žádné reference na ostatní filmy série a příběh se odehrává zcela samostatně, studio ho uvádělo na trh jako součást franšízy Jumanji.

### Jumanji: Vítejte v džungli!(2017)
21 let po událostech původního filmu se desková hra vyvine do videohry. Tu objeví čtyři teenageři, kteří jsou následně vtažení videohrou do džungle. Každý teenager se v džungli objeví jako jedna ze čtyř různých postav, kterou si předtím vybral. Najdou také pátou oběť videohry, jež v ní byla uvězněna několik let. Jedinou cestou je dokončení hry, při níž každý objeví své nejlepší já a hrdinství k překonání různých překážek.
Jedná se o sequel k původnímu filmu z roku 1995.

### Jumanji: Další level(2019)
Skupina kamarádu se vrací zpět do světa Jumanji, aby zachránili jednoho z nich. Brzy však zjistí, že nic není takové, jaké očekávali. Hráči se musí dostat přes neznámé oblasti, jako jsou vyprahlé pouště a zasněžené hory, a uniknout z nejnebezpečnější hry na světě.
Herci Dwayne Johnson, Jack Black a Nick Jonas párkrát promluvili v interview o možném pokračování. Karen Gillan také řekla, že by alternativní konec Jumanji: Vítejte v džungli! nechal volný prostor pro další film, ale ve finálním střihu byla scéna odstraněna. V únoru 2018 bylo oznámeno, že do režisérského křesla třetího Jumanji opět usedne Jake Kasdan a na posty scenáristů se vrátí Scott Rosenberg a Jeff Pinkner. Herci Johnson, Hart, Black, Gillian a Jonas z Jumanji: Vítejte v džungli! by si měli znovu zahrát předešlé role. V únoru 2019 bylo ohlášeno, že se do filmu navrátí i hráči videoher z Jumanji: Vítejte v džungli! Alex Wolff, Ser'Darius Blain, Madison Iseman a Morgan Turner. Téhož měsíce Jack Black uvedl, že se kvůli druhému filmu Zathura: Vesmírné dobrodružství bude jednat o čtvrtý film Jumanji a film Jumanji: Vítejte v džungli! je tak třetí v pořadí.
Jumanji: Další level byl do amerických kin uveden dne 13. prosince 2019.

### Budoucnost
V prosinci 2019 herec Dwayne Johnson uvedl, že by příští díl franšízy odhalil, že je Jurgen Ukrutný herním avatarem a zároveň by se tak ve filmu prozkoumala hráčova identita. V březnu 2020 režisér Jake Kasdan potvrdil, že je pokračování v rané fázi vývoje. Dodal, že by rád udržel hlavní herecké obsazení původních dvou filmů. Následujícího měsíce bylo oznámeno, že je příběhová část filmového pokračování ve vývoji.

## Televiziní seriál

### Jumanji(1996–1999)
Animovaný televizní seriál byl premiérově vysílán od 8. září 1996 do 11. března 1999. Vzniklo celkem 40 dílů ve třech řadách. První dvě řady vysílalo UPN Kids, přičemž třetí poslední řadu vysílalo BKN.
Hlavní postavy dabovali Bill Fagerbakke (Alan Robert John Jason Parrish III), Debi Derryberry (Judy Shepherd), Ashley Johnson (mladý Peter Shepherd) a Cam Clarke (dospělý Peter Shepherd).

## Štáb
| Film                            | Hudba         | Kamera             | Střih                                       | Produkční společnost | Distribuce                                  | Délka     | Rating MPA |
| ------------------------------- | ------------- | ------------------ | ------------------------------------------- | --- | ------------------------------------------- | --------- | ---------- |
| Jumanji                         | James Horner  | Thomas E. Ackerman | Robert Dalva                                | Teitler Films, TriStar Pictures a Interscope Communications                                                                     | TriStar Pictures                            | 104 minut | PG         |
| Zathura: Vesmírné dobrodružství | John Debney   | Guillermo Navarro  | Dan Lebental                                | Teitler Films, Radar Pictures, Columbia Pictures, Jon Favreau Films a Michael De Luca Productions                               | Columbia Pictures                           | 101 minut | PG         |
| Jumanji: Vítejte v džungli!     | Henry Jackman | Gyula Pados        | Steve Edwards a Mark Helfrich               | Radar Pictures, Columbia Pictures, Seven Bucks Productions, Matt Tolmach Productions a Sony Pictures Entertainment              | Columbia Pictures a Sony Pictures Releasing | 119 minut | PG-13      |
| Jumanji: Další level            | Henry Jackman | Gyula Pados        | Tara Timpone, Steve Edwards a Mark Helfrich | Columbia Pictures, Hartbeat Productions, Seven Bucks Productions, Matt Tolmach Productions a The Detective Agency Entertainment | Columbia Pictures a Sony Pictures Releasing | 123 minut | PG-13      |

## Přijetí

### Tržby
| Film                            | Tržby (USD)     | Tržby (USD)   | Tržby (USD)   | Rozpočet (USD) | Zdroj  |
| Film                            | Severní Amerika | Ostatní státy | Celosvětově   | Rozpočet (USD) | Zdroj  |
| ------------------------------- | --------------- | ------------- | ------------- | -------------- | ------ |
| Jumanji                         | 100 475 249     | 162 322 000   | 262 797 249   | 65 milionů     | [ 17 ] |
| Zathura: Vesmírné dobrodružství | 29 258 869      | 35 062 632    | 64 321 501    | 65 milionů     | [ 18 ] |
| Jumanji: Vítejte v džungli!     | 404 515 480     | 557 562 066   | 962 077 546   | 90 milionů     | [ 19 ] |
| Jumanji: Další level            | 319 200 000     | 480 900 000   | 800 100 000   | 125 milionů    | [ 20 ] |
| Celkem                          | 853 449 598     | 1 235 846 698 | 2 089 296 296 | 345 milionů    |        |

### Kritika
| Filmy                           | Rotten Tomatoes   | Metacritic      | CinemaScore |
| ------------------------------- | ----------------- | --------------- | ----------- |
| Jumanji                         | 54% (37 recenzí)  | 39 (18 recenzí) | A−          |
| Zathura: Vesmírné dobrodružství | 75% (159 recenzí) | 67 (30 recenzí) | B+          |
| Jumanji: Vítejte v džungli!     | 76% (229 recenzí) | 58 (44 recenzí) | A−          |
| Jumanji: Další level            | 72% (239 recenzí) | 58 (37 recenzí) | A−          |

## Videohry
Jumanji: A Jungle Adventure Game Pack (1996)
Jumanji: A Jungle Adventure je videohra, která byla exkluzivně vydána 9. října 1996 v Severní Americe na počítačové platformě Microsoft Windows. Vyvinula ji společnost Studio Interactive a vydala Philips Interactive Media. Ve hře je obsaženo pět různých akčně arkádových miniher, které jsou založeny na populárních scénách z filmu.
Zathura (2005)
Zathura je akční adventura, kterou vyvinulo studio High Voltage Software a distribuovala společnost 2K Games. Byla vydána 3. listopadu 2005 na konzolových platformách PlayStation 2 a Xbox.
Jumanji (2006)
Jumanji je párty videohra, exkluzivně vydaná v roce 2006 v Evropě na PlayStationu 2. Za jejím vytvořením stojí Atomic Planet Entertainment. Vydalo ji Blast! Entertainment.
Jumanji (2007)
Jedná se o pačinko hru z roku 2007, kterou vydala společnost Fudžišodži. Byly v ní použity záběry z filmů a 3D vyrenderované CGI anime postavy, vyskytující se na obrazovce a interagující s hráči.
Jumanji: The Mobile Game (2017)
Jumanji: The Mobile Game byla mobilní hrou, která byla založena na filmu Jumanji: Vítejte v džungli!. Vyvinulo ji studio Idiocracy Games a distribuovala společnost NHN Entertainment. Byla vydána 14. prosince 2017 na mobilních operačních systémech Android a iOS. Dne 2. května 2018 byla hra odebrána z obchodů Google Play a App Store a své služby ukončila 24. května téhož roku.
Jumanji: The VR Adventure (2018)
Jumanji: The VR Adventure byla VR zážitkovou hrou, založenou na filmu Jumanji: Vítejte v džungli!. Vyvinula ji společnost MWM Immersive a vydala Sony Pictures Virtual Reality. Byla vydána 17. ledna 2018 na herním klientu Steam pro zařízení HTC Vive. Přestože bylo původně oznámeno, že hra vyjde i na zařízeních Oculus Rift a PlayStation VR, nestalo se tomu tak, protože hra byla těžce kritizována za nekvalitní grafiku a špatný výkon. Dne 9. února 2018 byla na Steamu odstraněna z nabídky her.
Jumanji: The Video Game (2019)
Jumanji: The Video Game je akční adventurou, za jejíž výrobou stojí studio Funsolve. Je založena na filmech Jumanji: Vítejte v džungli! a Jumanji: Další level. Byla vydána společností Outright Games 8. listopadu 2019 pro PlayStation 4, Xbox One, Nintendo Switch a Microsoft Windows.